# Zdzisława Wójcik

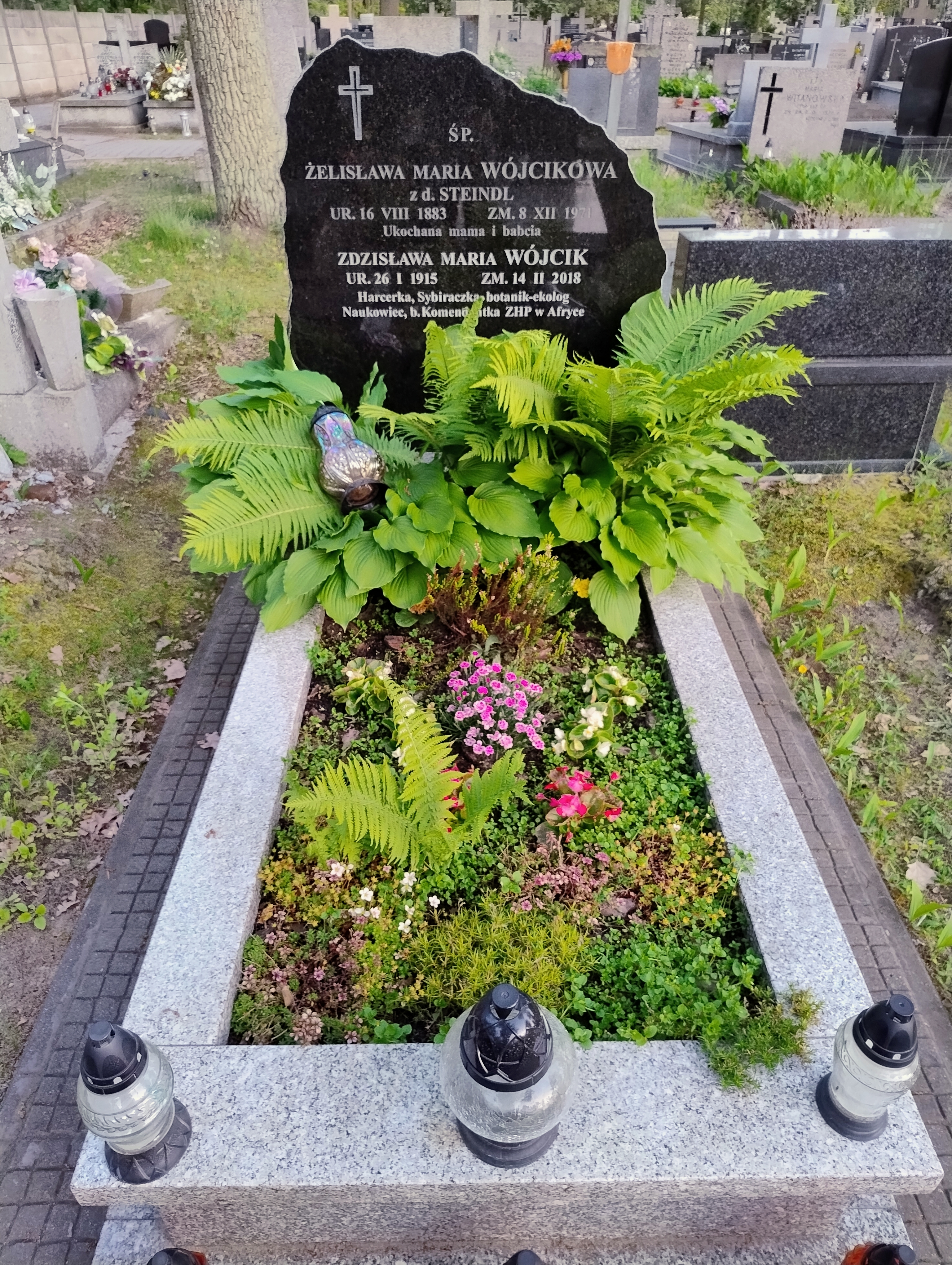
Grób Zdzisławy Wójcik

Zdzisława Maria Wójcik (ur. 26 stycznia 1915 w Krakowie, zm. 14 lutego 2018 w Warszawie) – polska geobotaniczka, działaczka społeczna, nauczycielka i instruktorka harcerska, komendantka Chorągwi Afrykańskiej ZHP, harcmistrzyni.

## Życiorys
Urodziła się w Krakowie w rodzinie Żelisławy i Kazimierza Wójcików, jej ojciec, geolog, pracował jako profesor nadzwyczajny w Uniwersytecie Jagiellońskim. Po odzyskaniu przez Polskę niepodległości rodzina przeniosła się do Poznania – Kazimierz Wójcik był jednym z tzw. fundatorów nowo powołanego Uniwersytetu w Poznaniu i profesorem zwyczajnym na tej uczelni.
Ukończyła szkołę powszechną, gimnazjum i dwa kierunki studiów na Uniwersytecie Poznański, otrzymując dyplom inżyniera rolnictwa w maju 1937 oraz magistra filozofii w zakresie botaniki w grudniu 1938. Po skończeniu studiów otrzymała stypendium Senatu Uniwersytetu Poznańskiego i podjęła badania roślinności wodnej Wielkopolski oraz prace nad zbiorem nasion roślin wodnych i błotnych.
Jeszcze w gimnazjum wstąpiła do harcerstwa, później była instruktorką programową Wielkopolskiej Chorągwi Harcerek.
W 1939 zaręczona z entomologiem-apiologiem Mieczysławem Steinem (1913–1940) – prawnukiem Karola Estreichera (1827–1908).
Po wybuchu II wojny światowej wraz z narzeczonym przedostała się do Lwowa. Po zajęciu miasta przez Armię Czerwoną nie przyjęli paszportów radzieckich, a próby powrotu do Generalnego Gubernatorstwa zakończyły się niepowodzeniem. W czerwcu 1940 zostali aresztowani i wywiezieni w głąb ZSRR do tajgi w rejonie Archangielska (osada Ustiliszcze), gdzie pracowała fizycznie w lesie. Po próbie ucieczki narzeczony zamarzł w tajdze, a Zdzisławę Wójcik ponownie aresztowano, przebywała w kilku aresztach tymczasowych, więzieniach i szpitalach w Wierchniej Tojmie, Kotłasie, Wołogdzie i Archangielsku. Po amnestii w 1941 podjęła tam pracę w ogrodach miejskich i pracowała przy budowie dróg pod Murmańskiem. W marcu 1942 została zatrudniona w Delegaturze Rządu RP.
W sierpniu 1942, w ramach akcji opuszczania ZSRR przez Armię Polską pod dowództwem gen. Władysława Andersa oraz polskie placówki dyplomatyczne, trafiła wraz z rodzinami oraz polskimi sierotami do Persji. Pracowała w placówce Polskiego Czerwonego Krzyża w Meszhedzie, współorganizowała konwojowanie transportów dzieci z Meszhedu do Teheranu.
Od grudnia 1942 do końca 1944 w byłej Brytyjskiej Afryce Wschodniej (obecnie Kenia) pracowała z młodzieżą harcerską w polskich osiedlach uchodźczych – najpierw z ramienia Delegatury Ministerstwa Pracy i Opieki Społecznej, później Delegatury Ministerstwa Wyznań Religijnych i Oświecenia Publicznego Rządu RP w Londynie, mających swe placówki w Nairobi. Z nominacji władz Związku Harcerstwa Polskiego została komendantką Chorągwi Afrykańskiej ZHP, kierowała całością pracy harcerskiej w Afryce, wizytowała kolejne osiedla odległe od siebie o setki, a nawet tysiące kilometrów i koordynując pracę lokalnych hufców i drużyn w Kenii, Tanganice, Ugandzie i Rodezji, prowadząc kursy instruktorskie dla drużynowych i zastępowych.
Po wojnie do końca 1947 pracowała jako nauczycielka w Gimnazjum i Liceum im. Stefana Batorego w największym (około 5 tysięcy mieszkańców) polskim osiedlu uchodźczym w Afryce – w Tengeru w Tanganice (region Arusza). W lutym 1948 wyjechała do brata do Kanady, gdzie rozpoczęła pracę w charakterze asystentki w Instytucie Botaniki Uniwersytetu w Toronto. W końcu roku postanowiła jednak wrócić do kraju i zamieszkać w Warszawie. Tu urodziła córkę Bożennę.
W okresie 1950–1953 pracowała w Państwowym Wydawnictwie Rolnym i Leśnym, zaś od listopada 1953 rozpoczęła pracę naukową w Zakładzie Ekologii Polskiej Akademii Nauk. Prowadziła badania nad zbiorowiskami chwastów polnych (praca doktorska Zbiorowiska chwastów zbożowych Mazowsza na Uniwersytecie Adama Mickiewicza w Poznaniu w 1964, rozprawa habilitacyjna Charakterystyka siedlisk polnych na Pogórzu Beskidu Niskiego metodami biologicznymi w 1976 na Uniwersytecie Warszawskim). W 1970 przeniosła się do Instytutu Geografii i Przestrzennego Zagospodarowania PAN, gdzie pracowała jako adiunkt, a następnie docent w Zakładzie Zagospodarowania Środowiska, od 1980 w Zakładzie Biogeografii. Po 1985, mimo przejścia na emeryturę, nie przerwała działalności naukowej, biorąc czynny udział w badaniach prowadzonych m.in. na Pogórzu Przemyskim. Jest autorką ponad 100 oryginalnych prac naukowych.
Była współtwórczynią Fundacji „Archiwum Fotograficzne Tułaczy”.
Pochowana na cmentarzu w Marysinie Wawerskim w Warszawie.